# Vernaux
Vernaux település Franciaországban, Ariège megyében. Lakosainak száma 34 fő (2022. január 1.). Vernaux Bestiac, Garanou, Lordat, Luzenac és Unac községekkel határos.

## Népesség
A település népessége az elmúlt években az alábbi módon változott:
| Lakosok száma | 59   | 39   | 38   | 32   | 32   | 30   | 28   | 28   | 29   | 34   |
|               | 1968 | 1982 | 1990 | 2006 | 2013 | 2015 | 2017 | 2019 | 2020 | 2022 |